# كاميلو سالدانا
كاميلو إغناسيو سالدانا إنوستروزا ((بالإسبانية: Camilo Ignacio Saldaña Inostroza)‏، ولد في 13 يوليو 1999)، هو لاعب كرة قدم فلسطيني من أصول نشيلية، يلعب كظهير أيسر لنادي الشموع الليبي ومنتخب فلسطين لكرة القدم.

## مسيرته مع الأندية
كان سالدانا مع نادي كولو-كولو التشيلي وتدرج في فئاته السنية حتى وصل إلى فريق تحت 13 سنة، قبل أن ينضم إلى ناشئي نادي بالستينو. لعب مباراته الاحترافية الأولى مع الفريق الأول مع بالستينو عندما كان في السابعة عشر من عمره. خرج سالدانا بعد ذلك من الفريق في سلسلة من الإعارات إلى فرق سانتياغو مورنينغ، ورينجرز دي تالكا، وبارنيتشيا.
في 2023، انضم سالدانا إلى نادي يونيون سان فيليبي. وفي 2024، انضم لنادي الشموع الليبي إلى جانب مواطنه جوناتان كانتيانا.

## مسيرته مع المنتخب
ولد سالدانا في سانتياغو بتشيلي، وهو ذو أصول فلسطينية. في يونيو 2018، لعب مع منتخب تشيلي تحت 20 سنة في مباراة ودية خسر فيها 2-0 أمام منتخب الأوروغواي تحت 20 سنة. في سبتمبر 2023، تم استدعاؤه للمرة الأولى لصفوف منتخب فلسطين لكرة القدم لمباراتين وديتين، وظهر لأول مرة مع المنتخب في المباراة الودية أمام منتخب عمان لكرة القدم، التي أقيمت في 6 سبتمبر 2023، وانتهت بخسارة فلسطين بنتيجة 2-1. كان سالدانا أيضاً ضمن تشكيلة منتخب فلسطين التي شاركت في كأس آسيا 2023.

## الألقاب
- بالستينو: كأس تشيلي (2018)

## وصلات خارجية
- كاميلو سالدانا  على سكروي
- كاميلو سالدانا على فرق كرة القدم الوطنية.كوم